# Заборие
Заборие или Заборе или Забра е историческо село в Албания, в община Булкиза (Булчица), административна област Дебър.

## География
Селото е било разположено в историкогеографската област Голо бърдо, между селата Големо Острени и Мало Острени, в прохода, северно от пътя.

## История
В „Етнография на вилаетите Адрианопол, Монастир и Салоника“, издадена в Константинопол в 1878 година и отразяваща статистиката на населението от 1873 година Заборие (Zaborié) е посочено като село с 90 домакинства с 245 жители българи. Според статистиката на Васил Кънчов („Македония. Етнография и статистика“) в Заборье живеят 115 души българи.
На Етнографската карта на Битолския вилает на Картографския институт в София от 1901 година Заборе е чисто българско село в Дебърската каза на Дебърския санджак с 10 къщи.
По данни на секретаря на Екзархията Димитър Мишев („La Macédoine et sa Population Chrétienne“) в 1905 година в Заборие (Zaborie) има 80 българи екзархисти.
Вестник „Дебърски глас“ в 1909 година пише:
| „ | Радоеща от 25 български къщи завзето е сега от Тольовци, от които най-прочут изедник е Таир Толя, и те са от село Горица (Малесия). От същите е завезето и селото съседно на Радоеща Заборие. От тези две села българите са изселени повече в гр. Солун. | “ |

При избухването на Балканската война в 1912 година един човек от Заборие е доброволец в Македоно-одринското опълчение.
След Балканската война в 1912 година Заборие попада в Албания.
В 1940 година Миленко Филипович пише, че Заборие е напълно разселено село, като жителите му се изселват в Солун и България.
До 2015 година е част от община Острени.

## Личности
Родени в Заборие
- Богдан Танев, опълченец от Македоно-одринското опълчение, 22-годишен, зидар, основно образование, 3 рота на 1 дебърска дружина[10]